# Schmittviller
Schmittviller település Franciaországban, Moselle megyében. Lakosainak száma 335 fő (2022. január 1.). Schmittviller Dehlingen, Etting, Kalhausen és Rahling községekkel határos.

## Népesség
A település népessége az elmúlt években az alábbi módon változott:
| Lakosok száma | 313  | 311  | 308  | 335  | 345  | 332  | 322  | 316  | 322  | 335  |
|               | 1968 | 1982 | 1990 | 2006 | 2013 | 2015 | 2017 | 2019 | 2020 | 2022 |